# Qualificazioni al campionato europeo di pallanuoto maschile 1999
Le qualificazioni al campionato europeo di pallanuoto maschile del 1999 hanno visto la partecipazione di 12 squadre suddivise in quattro gironi. I gironi si sono disputati in gara unica con una diversa sede per ciascuno.
Hanno conquistato la qualificazione le prime due squadre classificate, per un totale di otto, che si sono aggiunte alle quattro squadre già ammesse di diritto: l'Italia paese ospitante, l'Ungheria, la Jugoslavia e la Russia, prime tre dell'Europeo 1997.

## Gruppo A
- Bucarest,  Romania
- giornata 1

| Croazia | 7 – 6  | Romania |
| Polonia | 19 – 1 | Georgia |

- giornata 2

| Romania | 7 – 5  | Polonia |
| Croazia | 23 – 3 | Georgia |

- giornata 3

| Croazia | 10 – 4 | Polonia |
| Romania | 17 – 3 | Georgia |

|    | Squadra | Punti | G | V | N | P | GF | GS | DR  |
| -- | ------- | ----- | - | - | - | - | -- | -- | --- |
| 1. | Croazia | 6     | 3 | 3 | 0 | 0 | 40 | 13 | +27 |
| 2. | Romania | 4     | 3 | 2 | 0 | 1 | 30 | 15 | +15 |
| 3. | Polonia | 2     | 3 | 1 | 0 | 2 | 28 | 18 | +10 |
| 4. | Georgia | 0     | 3 | 0 | 0 | 3 | 7  | 59 | -52 |

## Gruppo B
- Veendam,  Paesi Bassi
- giornata 1

| Paesi Bassi | 20 – 3 | Bielorussia |
| Slovacchia  | 17 – 3 | Turchia     |

- giornata 2

| Slovacchia  | 13 – 6 | Bielorussia |
| Paesi Bassi | 17 – 4 | Turchia     |

- giornata 3

| Bielorussia | 12 – 8 | Turchia    |
| Paesi Bassi | 9 – 9  | Slovacchia |

|    | Squadra     | Punti | G | V | N | P | GF | GS | DR  |
| -- | ----------- | ----- | - | - | - | - | -- | -- | --- |
| 1. | Paesi Bassi | 5     | 3 | 2 | 1 | 0 | 44 | 14 | +30 |
| 2. | Slovacchia  | 5     | 3 | 2 | 1 | 0 | 37 | 16 | +21 |
| 3. | Bielorussia | 2     | 3 | 1 | 0 | 2 | 21 | 41 | -20 |
| 4. | Turchia     | 0     | 3 | 0 | 0 | 3 | 15 | 46 | -31 |

## Gruppo C
- Palma di Maiorca,  Spagna
- giornata 1

| Slovenia | 11 – 9 | Ucraina |
| Spagna   | 12 – 2 | Israele |

- giornata 2

| Slovenia | 19 – 5 | Israele |
| Spagna   | 9 – 2  | Ucraina |

- giornata 3

| Ucraina | 10 – 5 | Israele  |
| Spagna  | 5 – 3  | Slovenia |

|    | Squadra  | Punti | G | V | N | P | GF | GS | DR  |
| -- | -------- | ----- | - | - | - | - | -- | -- | --- |
| 1. | Spagna   | 6     | 3 | 3 | 0 | 0 | 26 | 7  | +19 |
| 2. | Slovenia | 4     | 3 | 2 | 0 | 1 | 33 | 19 | +14 |
| 3. | Ucraina  | 2     | 3 | 1 | 0 | 2 | 21 | 25 | -4  |
| 4. | Israele  | 0     | 3 | 0 | 0 | 3 | 12 | 41 | -29 |

## Gruppo D
- Atene,  Grecia
- giornata 1

| Grecia   | 10 – 9 | Moldavia |
| Germania | 7 – 5  | Francia  |

- giornata 2

| Grecia   | 7 – 6  | Germania |
| Moldavia | 12 – 9 | Francia  |

- giornata 3

| Grecia   | 11 – 4 | Francia  |
| Germania | 9 – 8  | Moldavia |

|    | Squadra  | Punti | G | V | N | P | GF | GS | DR  |
| -- | -------- | ----- | - | - | - | - | -- | -- | --- |
| 1. | Grecia   | 6     | 3 | 3 | 0 | 0 | 28 | 19 | +9  |
| 2. | Germania | 4     | 3 | 2 | 0 | 1 | 22 | 20 | +2  |
| 3. | Moldavia | 2     | 3 | 1 | 0 | 2 | 29 | 28 | +1  |
| 4. | Francia  | 0     | 3 | 0 | 0 | 3 | 18 | 30 | -12 |

## Fonti
- (EN) Todor66.com - Sport statistics Archive, su todor66.com.